# Gustav Schmidt (musiker)
Gustav Friedrich Schmidt, född 1 september 1816 i Weimar, död 11 februari 1882 i Darmstadt, var en tysk tonsättare. 
Schmidt blev slutligen hovkapellmästare i Darmstadt. Han skrev åtskilliga operor, bland vilka Prinz Eugen rönte stor framgång i Tyskland, samt manskörer i folkton.